# Швейнфурт, Джордж-Иаков
Джордж-Иаков Швейнфурт (англ. Georg Jacob Schweinfurth; 1853, Марион, округ Марион, штат Огайо — 1910, Чикаго) — американский религиозный деятель, основатель и глава секты «Торжествующая церковь».

## Биография
Родился в семье германских иммигрантов. Окончив школу, вступил в число священников методистской епископальной церкви в Мичигане, но скоро оставил это служение и сделался учеником госпожи Бикмэн, которая перед своей смертью в 1883 году объявила себя «духовной матерью Христа во втором пришествии» и провозгласила Швейнфурта «Мессией нового мироправления». Признанный главой её последователей, он перенёс главное управление сектой на ферму Уэльдон в штате Иллинойс, переменив прежнее имя общины и назвав её «Торжествующей церковью».
Большой бревенчатый дом, названный «Горой Сионом» или «Небом», был занят Швейнфуртом и несколькими его учениками. Существовали и другие общества, каждое под председательством «апостола», который читал еженедельно проповеди, предварительно составленные Швейнфуртом на Горе Сионе. У секты не было обрядов, церемоний и каких-либо форм богопочтения. Единственным условием для вступления в число членов секты было признание Швейнфурта «Христом второго пришествия», а себя — его учеником. «Торжествующая церковь» признавала Библию словом Божьим, но отрицала божественность существа Христа: он был, по мнению сектантов, простой человек, но прошёл испытание, через которое был освобождён от власти проклятия и греха, после чего получил Духа Святого и сделался божественным. Швейнфурт не выдавал себя за Иисуса из Назарета, но говорил, что получил того же самого Духа и равен Иисусу. Он утверждал, что безгрешен, может творить чудеса и имеет силу передавать дух тем, кому пожелает. Он также говорил, что имеет власть над грехом, так что не только может спасать от проклятия за грех, но может избавлять и от совершения грехов, а также что якобы может насылать на людей различные природные бедствия, если те будут неодобрительно относиться к его культу. У его последователей было 12 организаций и 884 члена. Почти все богослужения совершались в частных домах, было только одно церковное здание.
В конце 1890-х годов на Швейнфурта было заведено уголовное дело по обвинению в незаконном получении денег и имущества своей «паствы». В 1900 году он был признан виновным и лишён большей части накопленного имущества; после суда он распустил свою секту и переехал в Рокфорд, где занимался операциями с недвижимостью в течение нескольких лет, а затем переехал в Чикаго, где и умер.